# Pterotaea opaca
Pterotaea opaca là một loài bướm đêm trong họ Geometridae.